# Шерлок при смерти
«Шерлок при смерти» (англ. The Lying Detective) — вторая серия четвёртого сезона британского телесериала «Шерлок» и двенадцатая серия по счёту. Премьера состоялась на каналах BBC One и PBS 8 января 2017 года.

## Сюжет
Детектив страдает от наркотической зависимости и продолжает оставаться вдали от Джона Ватсона. А тот до сих пор скорбит по убитой жене и винит товарища в её смерти. Неожиданно на Бейкер-стрит приходит дочь магната Калвертона Смита, которая утверждает, что её отец признался в убийстве, однако она не знает, кто стал жертвой, ибо он использовал против неё препарат, способный воздействовать на память. Применив свой дедуктивный метод, Шерлок делает вывод, что Калвертон является серийным убийцей, и задаётся целью разоблачить и остановить его. Однако он по-прежнему находится во власти наркотиков и не в состоянии чётко отличать свои собственные мысли от реальности, поэтому через миссис Хадсон передаёт Джону просьбу помочь ему в поимке и разоблачении этого преступника.
Во время посещения владений магната Шерлок внезапно нападает на Смита, и Ватсон вынужден его обезоружить. Здоровье детектива ухудшается, и его госпитализируют в лучшую палату клиники, принадлежащей Калвертону. В ходе лечения состояние Холмса делается ещё хуже; к нему приходят прощаться товарищ и миссис Хадсон. Джон оставляет в палате свою трость, как знак, что она ему больше не нужна. Смит появляется в палате Шерлока, исповедуется ему, а затем пытается убить.
Джон, постоянно наблюдающий видения своей жены, просматривает видеосообщение, в котором Мэри попросила Шерлока оказаться в опасной ситуации, чтобы её супруг сумел вытянуть его и тем самым излечить их отношения. Увидев сообщение, Ватсон бежит спасать Шерлока. Он врывается как раз вовремя, чтобы спасти друга, который показывает, что поведение его до этого момента было тщательно продуманной уловкой, чтобы разоблачить Смита. Того задерживают, и он раскаивается, узнав, что Холмс записал его признание на спрятанный в трости диктофон.
Позднее Джон отправляется к своему психотерапевту, которая раскрывает, что на самом деле она родная сестра Холмсов, Эвр, и маскировалась, чтобы манипулировать как Шерлоком, изобразив дочь Смита, так и им, Ватсоном, сыграв женщину, с которой он «изменял» Мэри. Она направляет пистолет на мужчину и нажимает на спусковой крючок.

## Производство
Название серии и элементы сюжета отсылают к рассказам сэра Артура Конан Дойля «Шерлок Холмс при смерти». В оригинальном названии, как и в остальных эпизодах сериала, присутствует каламбур: англ. The Lying Detective (т.е. лежащий или лгущий детектив) вместо англ. Dying (умирающий) в названии рассказа-отсылки.

## Показ
В первый раз эпизод вышел в эфир на канале BBC One и PBS 8 января 2017 года. Российская премьера состоялась на Первом канале одновременно с BBC One.